# Euroband
Euroband (conosciuto in Islanda come Eurobandið) è stato un duo musicale islandese formato nel 2006 da Friðrik Ómar e Regína Ósk.
Hanno rappresentato l'Islanda all'Eurovision Song Contest 2008 con il brano This Is My Life.

## Storia
Il 23 febbraio 2008 gli Euroband hanno preso parte a Laugardagslögin, la selezione del rappresentante islandese per l'Eurovision, con il brano Fullkomið líf, e sono stati incoronati vincitori dal televoto. Nella finale dell'Eurovision Song Contest 2008, che si è tenuta il successivo 24 maggio a Belgrado, hanno cantato una versione in lingua inglese del loro brano intitolata This Is My Life e si sono piazzati al 14º posto su 24 partecipanti con 64 punti totalizzati. Sono risultati i più televotati della serata in Danimarca. Il loro singolo è stato un successo commerciale in Islanda, raggiungendo la 2ª posizione nella classifica dei singoli; ha inoltre debuttato alla 38ª posizione nella classifica danese e alla 59ª in quella svedese. I due membri hanno successivamente continuato delle carriere soliste separate in Islanda.

## Discografia

### Album in studio
- 2008 – This Is My Life

### Raccolte
- 2011 – Best of Eurovision 1

### Singoli
- 2008 – Fullkomið líf/This Is My Life